# Simona Grascher
Simona Grascher, geb. Studentová, (* 24. August 1986 in Nový Jičín, Tschechoslowakei) ist eine tschechische Eishockeyspielerin, die seit September 2020 beim Hockey Team Thurgau in der Women’s League unter Vertrag steht.

## Karriere
Simona Studentová begann ihre Karriere in ihrem Heimatland beim HC Pardubice.  Ab etwa 2003 spielte sie für den HC Kladno. Zwischen 2007 und 2011 spielte sie für das Frauenteam des HC Slavia Prag und gewann mehrfach die tschechische Meisterschaft sowie 2009 die EWHL-Meisterschaft mit dem Club.
Von 2011 bis 2015 stand sie vier Jahre bei Université Neuchâtel unter Vertrag und absolvierte in dieser Zeit 80 SWHL-A-Spiele, in denen sie 137 Skorerpunkte (95 Tore, 42 Assists) erreichte. Anschließend stand sie kurzzeitig beim  Linköping HC unter Vertrag, ehe sie im November 2015 ihren Vertrag mit dem schwedischen Meister auflöste und beim SC Reinach einen Vertrag bis zum Ende der Saison unterschrieb.
Seit September 2020 steht Studentová respektive Grascher, wie sie seit ihrer Heirat heißt, beim Hockey Team Thurgau unter Vertrag.
Simona Studentová vertrat Tschechien bei insgesamt 16 IIHF-Frauen-Weltmeisterschaften, darunter die Turniere der Top-Division 2013, 2016, 2017 und 2019, acht Turniere der Division 1 in den Jahren 1999 bis 2009, drei Turniere der Division 1A in den Jahren 2012 bis 2015 sowie bei der Frauenweltmeisterschaft der Division II 2011.

## Erfolge und Auszeichnungen
- 2009 EWHL-Meisterschaft mit dem HC Slavia Prag
- 2011 Aufstieg in die Division I bei der Weltmeisterschaft der Division II
- 2012 Aufstieg in die Top-Division bei der Weltmeisterschaft der Division IA
- 2014 Aufstieg in die Top-Division bei der Weltmeisterschaft der Division IA
- 2015 Aufstieg in die Top-Division bei der Weltmeisterschaft der Division IA

## Karrierestatistik
(Legende zur Spielerstatistik: Sp oder GP = absolvierte Spiele; T oder G = erzielte Tore; V oder A = erzielte Assists; Pkt oder Pts = erzielte Scorerpunkte; SM oder PIM = erhaltene Strafminuten; +/− = Plus/Minus-Bilanz; PP = erzielte Überzahltore; SH = erzielte Unterzahltore; GW = erzielte Siegtore; 1 Play-downs/Relegation; Kursiv: Statistik nicht vollständig)